# 1 Augustowski Batalion Saperów
1 Augustowski Batalion Saperów im. gen. dyw. Ignacego Prądzyńskiego (1 bsap.) – pododdział wojsk inżynieryjnych Sił Zbrojnych Rzeczypospolitej Polskiej.

## Historia
W 2023 rozpoczęto formowanie 1 batalionu saperów. Oficjalna uroczystość rozpoczęcia formowania jednostki odbyła się 4 grudnia 2023 z udziałem ministra obrony narodowej Mariusza Błaszczaka. Na stanowisko dowódcy batalionu wyznaczony został ppłk Adam Goździk. Zawiązek batalionu stanowiło 50 żołnierzy.
Batalion stacjonuje w Augustowie, tymczasowo w budynku Zakładu Ubezpieczeń Społecznych, a docelowo w jednostce modułowej na obrzeżach miasta (dwa budynki koszarowe i park sprzętu technicznego w namiotach). Inwestycja ma być zrealizowana w 2026.
1 bsap. wchodzi w skład  15 Brygada Zmechanizowana. Jest jednostką przeznaczoną do zabezpieczenia działań oraz wsparcia inżynieryjnego związku taktycznego (brygady) – zarówno w wymiarze narodowym, jak i sojuszniczym. Jego zasadniczym zadaniem jest zapewnienie dowódcy brygady realizacji zadań wsparcia podległych mu pododdziałów innych specjalności.
24 lipca 2025 minister obrony narodowej zdecydował, że 1 bsap.:
- przejmuje i z honorem kultywuje dziedzictwo tradycji 11 szwadronu pionierów (1936–1939);
- przyjmuje nazwę wyróżniającą „Augustowski”;
- otrzymuje imię gen. dyw. Ignacego Prądzyńskiego;
- swoje święto obchodzi 16 kwietnia[4].